# ريكس ماكليود
ريكس ماكليود هو صحفي كندي، ولد في 30 مارس 1921 في جزيرة كيب بريتون في كندا، وتوفي في 7 أبريل 1995 في تورونتو في كندا.